# Carmen Torreblanca
Carmen Torreblanca López (Sevilla, 22 de abril de 1956) es una filóloga española catedrática numeraria de Francés Aplicado al Canto en la Escuela Superior de Canto de Madrid desde 1990.

## Formación
Licenciatura en Filología en la Universidad Hispalense de Sevilla y posteriormente obtiene el Doctorado en Filología Francesa por la misma Universidad Hispalense en 1995. Amplía su formación asistiendo a cursos especializados en diferentes países.

## Docencia
Ingresa por oposición en el año 1984 en la Escuela Superior de Canto de Madrid. En dicha institución obtiene la cátedra numeraria de Francés Aplicado al Canto en el año 1990. Ha concentrado su interés profesional basado en el trabajo práctico de dicción francesa con cantantes, con los que trabaja directamente en la correcta pronunciación de la lengua francesa. Imparte cursos sobre la Técnica vocal aplicada al cantante de coro y dicción en Frances.
En la Escuela Superior de Canto de Madrid colabora activamente en la programación de las óperas que se celebran en el Centro del que es Catedrática numeraria. Mediante un trabajo directo con los cantantes para mejorar su dicción a la hora de representar óperas de autores en lengua francesa. También ha participado en la traducción de numerosos textos y programas de mano de la programación de repertorio francés en las principales instituciones y auditorios no solo españoles.
Ha sido profesora de canto en el Centro Superior de Música del País Vasco Musikene.
Constante en mejorar su conocimiento de la técnica, la ha perfeccionado mediante la asistencia a numerosos cursos específicos en el repertorio francés impartidos por especialistas de ese repertorio: Gérard Souzay y los pianistas Dalton Baldwin y RobinBowman, en l’Académie Maurice Ravelde San Juan de Luz, y en el Conservatorio de Ginebra; sobre las óperas de Ravel, por Gabriel Bacquier enl’Académie Maurice Ravel de San Juan de Luz; y muy especialmente con François Le Roux y los pianistas Noël Lee y Jeff Cohen en el Centre Internationale de la Mélodiefrançaise-Académie Francis Poulenc enTours, actividad centrada en exclusiva el campo de la MélodieFraçaise. Además en cursos monográficos sobre Francis Poulenc y los compositores franceses más significados de ese repertorio.
Su faceta de investigadora se complementa con la colaboración con diversas entidades en relación con el repertorio francés. Dada su especialización ha sido requerida a colaborar con diversos centros de enseñanza como el Conservatorio Superior de Zaragoza, la Universidad Carlos III de Madrid, el Conservatorio de Tarragona, la Universidad Hispalense de Sevilla, Université François Rabelais de Tours.

## Congresos
Es asidua en congresos y cursos especializados como investigadora, participando con ponencias referidas al repertorio francés, tales como en la Universidad de Barcelona, la Universidad Hispalense de Sevilla, Universidad Jaume I de Castellón, Universidad Complutense de Madrid, y la Escuela Superior de Canto de Madrid.

## Medios
Ha colaborado con diversas publicaciones como en la revista especializada Scherzo, e instituciones como el Teatro de la Zarzuela de Madrid, la Fundación Juan March de Madrid, el Coro Nacional de España, el Teatro del Escorial, en el ciclo de Lied y Liceo de Cámara del Instituto Nacional de las Artes Escénicas y de la Música (INAEM).
Ha sido corresponsal de la Radio de la SuisseRomande (Matinées Musicales). Ha colaborado con Canal + y Canal Digital (Musik).